# Henry Timrod
Henry Timrod (ur. 8 grudnia 1828 w Charleston w stanie Karolina Południowa, zm. 7 października 1867) – poeta amerykański. 
Jego rodzicami byli William Henry Timrod i Thyrza Prince. Jest znany jako autor utworów o tematyce wojennej, zainspirowanych wydarzeniami z wojny secesyjnej. Do jego najbardziej znanych wierszy należą utwory Spring, The Two Armies, Carmen Triumphale i The Unknown Dead, wszystkie z 1863.